# Emmanuel Culio
Juan Emmanuel Culio (Buenos Aires, 30 augustus 1983) is een Argentijnse oud-voetballer die bij voorkeur als middenvelder speelde. 